# نینا براتچیکووا
 نینا براتچیکووا (روسی: Нина Олеговна Братчикова؛ زادهٔ ۲۸ ژوئن ۱۹۸۵) یک تنیس‌باز اهل روسیه است. 